# 霍赫斯特拉滕
霍赫斯特拉滕（荷蘭語：Hoogstraten，荷蘭語發音：[ˈɦoːxstraːtə(n)]）是比利时弗拉芒大區安特衛普省蒂倫豪特區的一座城市，西北东三面与荷兰接壤，通行荷蘭語，是弗拉芒社群的一部分，面积105.32平方千米，人口21,424人（2020年1月1日）。